# Кирсово
Кирсово (рум. Chirsova, рус.  Кирсово, болг. Кирсово, гаг. Başküü, Башкүү) — село на юге Молдавии, в составе АТО Гагаузия.
Расположено в долине реки Ялпуг в центральной части Буджакской степи. Расстояние от Кирсово до столицы Молдавии, Кишинёва — 113 км, до столицы АТО Гагаузия, мун. Комрат — 8 км.

## Население
Согласно переписи населения Республики Молдова  2014 года, общая численность населения села достигла 6 298 человек. Среди жителей села женщины составляли 51,4% (3 235 человек), в то время как мужчины составляли 48,6% (3 063 человек).
На начало 2024 года население села Кирсово по месту постоянного проживания составило 5 335 человек. Из них 2 786 человек (52,3%) составляют женщины, а 2 549 человек (47,7%) — мужчины. 

### Этнический состав
Согласно переписи населения Республики Молдова, проведенной в 2014 году, этнический состав села Кирсово представлен следующим образом:
Из общего населения в 6 289 человек:
- Болгары составляют 48,0% (3 020 человек)
- Гагаузы составляют 45,8% (2 882 человек)
- Молдаване - 2,3% (147 человек)
- Русские - 1,8% (115 человек)
- Украинцы - 1,2% (79 человек)
- Рома - 0,1% (7 человек)
- Представители других национальностей - 0,6% (43 человека).

Село Кирсово обладает разнообразным этническим составом населения, с преобладанием болгар и гагаузов.

## Природа и климат
Рельеф местности равнинный. Максимальная высота над уровнем Чёрного моря — 240 метров. Почва суглинистая. Земли Кирсово славятся своим чернозёмом. Климат континентальный. Температура в январе — 10°, а в июле +25°. Годовое количество осадков — 420 мм (устаревшие данные). Вдоль восточной окраины села, по направлению с севера на юг протекает река Ялпуг, а в трёх километрах северо-западнее села — река Карсэу, в русле которой образовано водохранилище (озеро) Кирсово с объёмом более 1,0 млн м³ воды. Вода используется для орошения.
Географические и климатические условия — достаточное количество тепла, ранняя весна, тёплая и продолжительная осень, мягкая и снежная зима — благоприятствуют развитию земледелия, виноделия и животноводства. Из сельскохозяйственных культур распространены пшеница, рожь, ячмень, кукуруза, горох, виноград, табак и др.

## Основание села Кирсово
В истории существуют различные мнения о годе основания села Кирсово. Самая ранняя дата — 1791 г., в конце Русско-Турецкой войны 1787—1792 г., когда район контролировался ногайцами. Некоторые из исследователей считают верным годом основания 1811 г., а русский автор XIX века А. Скалковский высказывается за 1830 г. В письме кирсовчан от 1860 г. говорится, что село основано в 1811 году из шестидесяти семейств переселенцев.
Из высказываний старожилов название села происходит от двух слов Kîîr Suyu ( в переводе с гагаузского языка- полевая вода). Первое месторасположение первых поселенцев-гагаузов  южной части села, где на тот момент били ключи трех родников, которые впоследствии получило название Кирсово.
В Указе русского императора Александра I от 29 декабря 1819 года, в котором регламентируется статус «болгар и других задунайских переселенцев», Кирсово упомянуто, как село Буджакского округа.
Граница, которая согласно Парижского мирного договора 1856 г. разделяла Южную Бессарабию между Молдавским княжеством и Россией, была проложена в 1857 году и проходила к западу от Кирсово. Село оставалось на русской территории, но 2415 десятин оставались на территории Молдовы (позже — Румынии). В 1877 году Кирсово входит в Комратскую волость. (В том же году в местной школе училось 120 мальчиков и ни одной девочки.) В начале XX века Кирсово входит в состав Бендерского уезда.

## Социальная сфера
В Кирсово функционируют:
- 2 Детских дошкольных учреждения
- Гимназия им. М. Танасогло
- Теоретический лицей им. М. И. Тузлова
- Центр Здоровья Кирсово
- Публичная библиотека
- Реабилитационный центр «Луч»
- Почтовое отделение
- Центр для жертв домашнего насилия

## Культурная жизнь
В селе на протяжении многих лет работает
- Дом культуры
- Танцевальный коллектив «Лале» (существует 30 лет. Худ. Рук.: Добриогло Мария Георгиевна)
- Футбольный клуб "Маяк-Кирсово"

В 2010 году В Кирсово был открыт историко-краеведческий музей Истории села Кирсово
В 2010 году был открыт зал по кик-боксу "Thai Boxing Chirsovo"
В 2021 году был открыт дом-музей " Ana Boba Evi"
В 2021 году был открыт "Музей болгарских обычаев и традиций"

### Достопримечательности
- Храм Успения Пресвятой Богородицы
- Памятник Дружбы Гагаузского и Болгарского Народов
- Музей Истории села Кирсово
- Дом-музей "Ana Boba Evi"
- Музей болгарских обычаев и традиций
- Зал торжеств "Exclusive" еще что-то там

## Экономика
- Функционирует крупнейшее в Молдове предприятие по производству винной продукции SRL «Invinprom» под маркой «Chirsova», «La Vinchi».
- Функционирует 26 крупных агрохозяйств,
- Мельница - более не функционирует
- Маслобойка - более не функционирует
- МП " Ени-Канал"
- Цех по изготовлению мебели
- Магазин строительных материалов " Master Plus"
- Зал торжеств "Exclusive"
- АЗС -  более не функционирует
- SRL "Fayn-Com", основной оператор водоснабжения
- Cip Market

## Особенности
Кирсово — одно из немногих мест, где гагаузы и болгары многие годы совместно проживают. При этом они составляют две примерно равные по численности части села. Общение между жителями обеих половин было очень ограничено, межэтнические браки были запрещены. Такое положение вещей сохранялось и в советское время. Традиционные молодёжные встречи «хоро», существовавшие в культуре обоих народов проводились отдельно, случались межэтнические драки из-за девушек. В селе было организовано два мононациональных колхоза. Сегодня этническая граница между болгарами и гагаузами в селе гораздо менее жёсткая. Однако, Кирсово, как феномен одновременно совместного, но этнически чётко разделённого населённого пункта сохраняется.
На сегодняшний день обнаруживается заметное смешение населения и сокращение разделений. Этот процесс способствует развитию культурного обмена, взаимопонимания и укреплению тесных общественных связей между жителями. Этническое разнообразие обогащает культурное наследие села Кирсово,  делая его уникальным местом, где слияние культур и традиций способствует гармоничному сосуществованию.

## Спорт
В Чемпионате РМ по футболу Кирсово представляет действующий футбольный клуб Маяк, который был основан в 1952 году Михаилом Порфирьевичем Малах. В сезоне 2012—2013 Маяк выступает во втором по значимости Дивизионе А.
В Кирсово действует клуб настольного тенниса. 28 февраля на протяжении двадцати лет проходит ежегодный турнир посвящённый памяти воина-интернационалиста Михаила Танасогло по настольному теннису, спортивной стрельбе, шашкам и шахматам.

## Досуг
- Недалеко от села у Кирсовского озера находится действующая летом детская база отдыха «Чайка»

## Города-побратимы
5 ноября 2010, когда в Кирсово с рабочим визитом для подписания Меморандума о сотрудничестве приехал зам. примара мун. Вълчи Дол Варненской области Мерткан Аптулов Ибрямов, у села появился город-побратим.
1. Вылчи-Дол, Болгария (2010)

## Известные уроженцы
- Добриогло Мария Георгиевна — руководитель танцевального коллектива «ЛАЛЕ» (многократный участник международных фестивалей и конкурсов народного танца).
- Ион Басс (1933—2005) — певец, музыкант. Народный артист Молдавской ССР .
- Михаил Танасогло — Воин-интернационалист, лейтенант авиации.
- Иван Петрович Кристиогло — 4-й Глава (Башкан) АТО Гагаузия {и. о.} (10 — 29 июля 2002). 3-й Председатель Народного Собрания АТО Гагаузия (23 мая 2002 — 20 декабря 2003). 1-й ректор Комратского Национального университета (1991 — 1993), один из основателей Комратского Государственного университета
- Елена Георгиевна Гиржул— Министр финансов Приднестровья с 2012 года.
- Илья Арнаут — Герой социалистического труда, первый секретарь Чадыр-лунгского райкома Компартии Молдавии, председатель регионального Совета ветеранов войны и труда.
- Родион Сукман — молдавский стронгмен и пауэрлифтер.